# عمارة رومانسية برتغالية

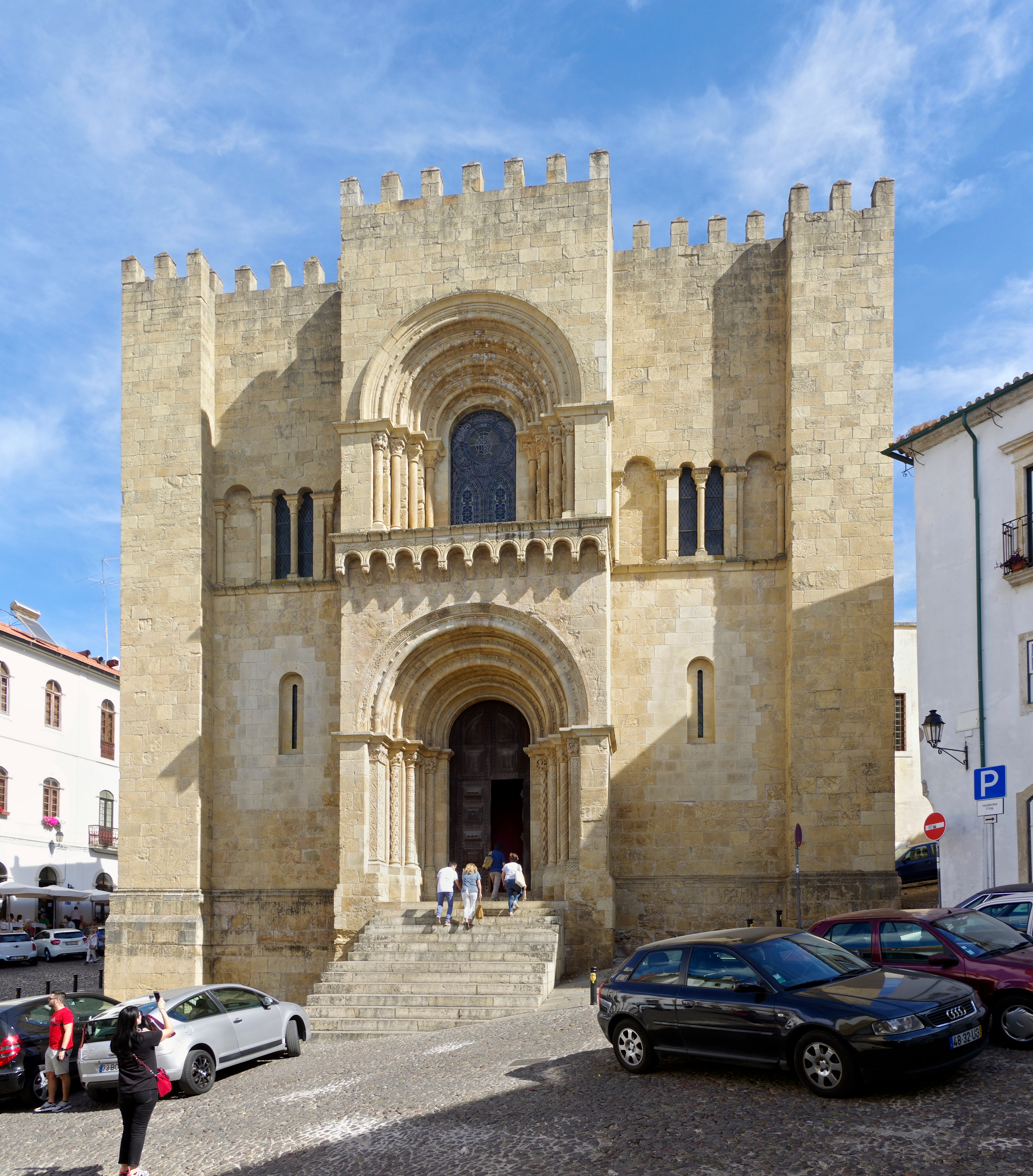

أدخل الطراز الرومانسي للهندسة المعمارية في البرتغال بين نهاية القرن الحادي عشر وبداية القرن الثاني عشر. بشكلٍ عام، تتميز الكاتدرائيات البرتغالية بمظهرها الثقيل الشبيه بالحصن، مع وجود أعمدة حجرية وعدد قليل من العناصر الزخرفية إلى جانب البوابات والنوافذ. جرى تعديل الكاتدرائيات الرومانسية على نطاق واسع في وقتٍ لاحق، من بينها الكاتدرائية القديمة في كويمبرا، على الرغم من أنه قد حدث لها بعض التغييرات الطفيفة فقط.
يرتبط التوزيع الزمني والجغرافي للمباني الرومانسية في البرتغال ارتباطًا وثيقًا بالمنظمة الإقليمية الخارجة من سقوط الأندلس (حروب الاسترداد)، ذلك أنها السبب الأساسي للاختلافات بين ظاهرة فنية متأثرة محليًا في شمال البلاد ونوع «عالمي» في المباني مثل كويمبرا وكاتدرائية لشبونة. تطورت الهندسة المعمارية الرومانسية لأول مرة في منطقتي مينهو ودورو -مع الإشارة إلى كاتدرائية براغا- وامتدت لاحقًا جنوبًا إلى كويمبرا. في المناطق الريفية الشمالية الغربية والوسطى، تكون المباني الرومانسية أكثر تمركزًا، حيث تكون أكثر كثافةً على أطراف نهري دورو ومونديغو.

## مقدمة
في المناطق التي أضيفت مؤخرًا إلى الأراضي البرتغالية، وبالتي أصبحت أكثر انفتاحًا على التأثير الأجنبي، أما الأماكن التي كانت فيها الرعاية الملكية والكنسية أقوى، حيث استقرت المجتمعات الوحشية الفرنسية وأنتج الفنانون أعمالهم (مثل كويمبرا ولشبونة)، فقد عثر على أشكال أكثر اكتمالًا من الناحية الفنية من الرومانسية. ومع توسعها، أصبحت محلية أكثر، وتمزج بين تقنيات وحلول البناء الإقليمية السابقة.
تسارع نشاط تشييد المباني الرومانسية بعد عام 1095، عندما استحوذ الكونت هنري على مقاطعة البرتغال. جاء الكونت هنري مع النبلاء والرهبان البينديكتين من دير كلوني، برئاسة شقيق هنري، هيو. انتهى الأمر بإعطاء بنديكتين وغيرها من الطوائف الدينية دفْعة كبيرة للهندسة المعمارية الرومانسية في البرتغال خلال القرن الثاني عشر بأكمله. ومن الأمثلة على تلك الكنائس الريفية الرهبانية والأبرشية، التي بنيت معظمها في القرنين التاسع والعاشر مع ميزات فنية في أواخر العصور الوسطى العليا وقبل توسع العمارة الرومانسية: دير الأسعار، الذي يعد أحد أفضل المباني الرمزية لهذا النمط في البرتغال وكنائس باسو دي سوزا، وسانتا ماريا دي آيريس، ودير ساو بيدرو دي فيرييرا.
اتبعت مجتمعاتهم أولاً حكم البينديكتين، لكنهم تأثروا لاحقًا بعمق بالإصلاحات الرهبانية في القرن الحادي عشر، وخاصةً الكلونية، التي انعكست في تبني الملامح المعمارية الرومانسية الحديثة، وخلق بعض الحلول المعمارية والهندسية الإقليمية الغنية.

## عمارة ما قبل الرومانسية: الفن المزرابي
لا يشير الفن المزرابي فقط إلى الأسلوب الفني للمزرابيين (من كلمة المستعرب «معرب»)، أي المسيحيين الأيبريين الذين يعيشون في الأندلس وتبنوا بعض العادات العربية دون الدخول في الإسلام، مع الحفاظ على دينهم وبعض الاستقلالية الكنسية والقضائية، بل يشير أيضًا إلى المجتمعات التي هاجرت شمالًا إلى الممالك المسيحية، حيث جلبت معها ظاهرة معمارية دمجت العناصر الفنية المسيحية والإسلامية معًا.
المثال الأكثر استثنائية للعمارة المزاربية في البرتغال هي كنيسة ساو بيدرو دي لوزا، بالقرب من كويمبرا. ليس هناك شك في أن هذه الكنيسة الريفية تأسست في وقت ما حوالي عام 912 م (950 قبل عهد قيصر، يتوافق مع 912 من قبل العصر المسيحي) وفقًا للنقش الأصلي الموجود في أحد أذرع الصليب. على الرغم من وجود عدد من الإشارات الأستورية في نقوش الكنيسة، فإن تأثيرات النماذج المعمارية التي يفضلها المستعربين واضحة للعيان في تعديل البناء وخاصة في العناصر الزخرفية من الآفاريز (استخدام Alfiz) وتصميم حدوة الحصان الأقواس، على غرار نمط مزرابي. يتألف هيكلها من مقطع صغير يفصل القطعة من الهيكل الرئيسي للمبنى (يطلق عليه Narthex)، بالإضافة إلى صف من ثلاثة أقواس مغمورة تدعمها أعمدة تفصل بين الصحن المركزي والممرات الجانبية. خلال أعمال الترميم التي أجريت في منتصف القرن العشرين، عُثر على العديد من المعالم المعمارية التي كانت ستنتمي إلى كنيسة القوط الغربيين السابقة.
ومن الأمثلة الأخرى على المعالم الأثرية للعمارة المزرابية في الأراضي البرتغالية: كنيسة سان بيدرو دي بالسماو في لاميجو، وكاتدرائية إيدانها-فيلها، مع تأثير أكثر من القوط الغربيين لكنها لا تزال تستخدم من قبل المجتمع المستعرب في المنطقة، وكنيسة ساو جياو، بالقرب من نازاري، والقبة الفريدة للدير القديم لكاسترو دي أفيلاس (براغانكا)، لا تقدم نكهة موزارابيكية فحسب، بل أيضًا مزيج عميق مع الملامح المعمارية الأسترية الليونيزية. حدد معظم العلماء بنائه من أواخر القرن الثاني عشر وأوائل القرن الثالث عشر، على الرغم من أن الاكتشافات الأثرية الجديدة طعنت في ذلك التاريخ وأعادت أصله إلى القرن الحادي عشر. 

## صعود وتطور العمارة الرومانسية في البرتغال (القرن الحادي عشر إلى القرن الثالث عشر)
في البرتغال، تأتي الهندسة المعمارية الرومانسية في أواخر القرن الحادي عشر ضمن ظاهرة أوسع انتشارًا للثقافة الأوروبية الدينية تمتد إلى شبه الجزيرة الأيبيرية، متأثرةً بالإصلاحات الرهبانية الكلونية ووصول أخوية كلوني (بعد 1086) أو سيستر (1144)، وسانت أوغسطين (بعد 1131) والأخويات العسكرية الدينية لفرسان الإسبتارية (1121) وفرسان الهيكل (1126). تتعلق الهندسة المعمارية الرومانسية، من خلال مكانتها، بنشوء وتأكيد الاستقلال البرتغالي.
تطورت العمارة الرومانسية في البرتغال في وقتٍ متأخر عما شهدته في بقية أوروبا. في البرتغال، اكتسبت أهمية حقيقية فقط بعد الربع الثاني من القرن الثاني عشر، على الرغم من وجود مباني سابقة من نفس النمط بالفعل. تسهم العديد من العوامل في هذا الجانب، لا سيما البيئة غير المستقرة التي شهدتها شبه الجزيرة الأيبيرية في ذلك الوقت بسبب سقوط الأندلس وما ترتب على ذلك من إعادة تنظيم جغرافيا شبه الجزيرة. في الواقع، فإن أحد أهم مظاهر العمارة الرومانسية في شبه الجزيرة، وخاصة في البرتغال، هو الدلالة الملحوظة التي نجدها بين انتشارها وتنظيم الأرض والاحتلال. يجب فهْم وصول الطقوس الدينية المذكورة أعلاه إلى البرتغال في السياق العام لسقوط الأندلس (حروب الاسترداد). في الواقع، حصلت هذه المؤسسات الرهبانية على امتيازات هائلة من الملوك والنبلاء البرتغاليين، مما ساهم في أمن المنطقة، ولكن قبل كل شيء، في تنظيمها الاجتماعي. أخذ سقوط الأندلس مكانه من الشمال إلى الجنوب، مما أدى إلى انتشار العمارة الرومانسية مع انخفاض كثافتها إلى الجنوب، حيث لا توجد أي آثار رومانسية تقريبًا في جنوب البرتغال.
كانت أولى الكنائس الرومانسية في الشمال عبارة عن إنشاءات بسيطة، تتكون من صحن مع سقف خشبي وقمة مستطيلة.
تزامن توسيع النمط الرومانسي مع حكم د. أفونسو هنريكس (1139-1185)، وهو ملك ذو خلفية بورغندية وهو ابن الكونت هنري وحفيد روبرت الثاني ملك فرنسا. خلال فترة حكمه في لشبونة، بنيت كويمبرا وكاتدرائية بورتو وفيسيو وأيضًا دير أوغسطينوس في سانتا كروز، الذي كان من المتوقع أن يكون مبنىً ملكيًا. بدأ البناء في عام 1131 وبحلول عام 1150 تم الانتهاء من صحن الكنيسة وقلوبها. كان شكلها الهيكلي وميزاتها الزخرفية حداثة في البرتغال، إذ أظهرت أن المهندس المعماري كان إما فرنسيًا أو كان على اتصال بالهندسة المعمارية الرومانسية الفرنسية من بورغندي.